# Siergiejewka (rejon wołowski)
Siergiejewka (ros. Сергеевка) – wieś (ros. деревня, trb. dieriewnia) w zachodniej Rosji, w sielsowiecie wierchnieczesnoczeńskim rejonu wołowskiego w obwodzie lipieckim.

## Geografia
Miejscowość położona jest u źródła rzeki Siergiej (dopływ Ołyma), 6 km od centrum administracyjnego sielsowietu wierchnieczesnoczeńskiego (Niżnieje Czesnocznoje), 15,5 km od centrum administracyjnego rejonu (Wołowo), 135 km od stolicy obwodu (Lipieck).
W granicach miejscowości znajduje się ulica Kurskaja (1 posesja).

## Demografia
W 2012 r. miejscowość zamieszkiwały 4 osoby.